# كونستانس كراولي
كونستانس كراولي (بالإنجليزية: Constance Crawley)‏ هي كاتبة سيناريو وممثلة أمريكية، ولدت في 30 مارس 1870 في لندن في المملكة المتحدة، وتوفيت في 17 مارس 1919 في لوس أنجلوس في الولايات المتحدة.

## وصلات خارجية
- كونستانس كراولي على موقع IMDb (الإنجليزية)
- كونستانس كراولي على موقع قاعدة بيانات برودواي على الإنترنت (الإنجليزية)
- كونستانس كراولي على موقع كينوبويسك (الروسية)